# Eberhard Fraas

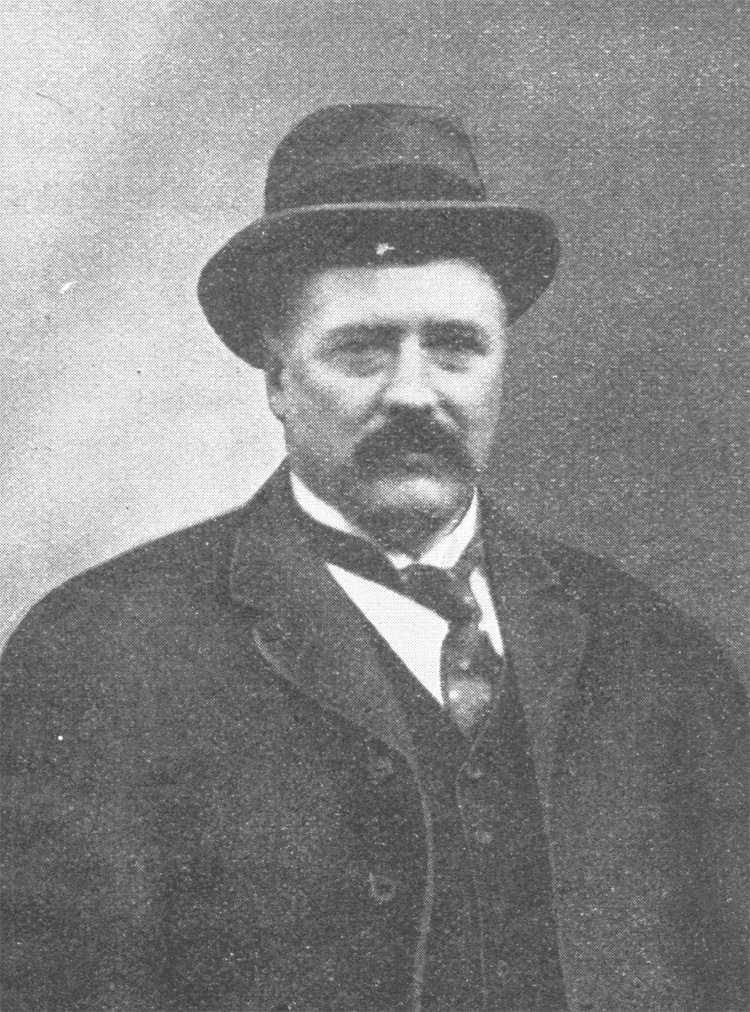
Eberhard Fraas

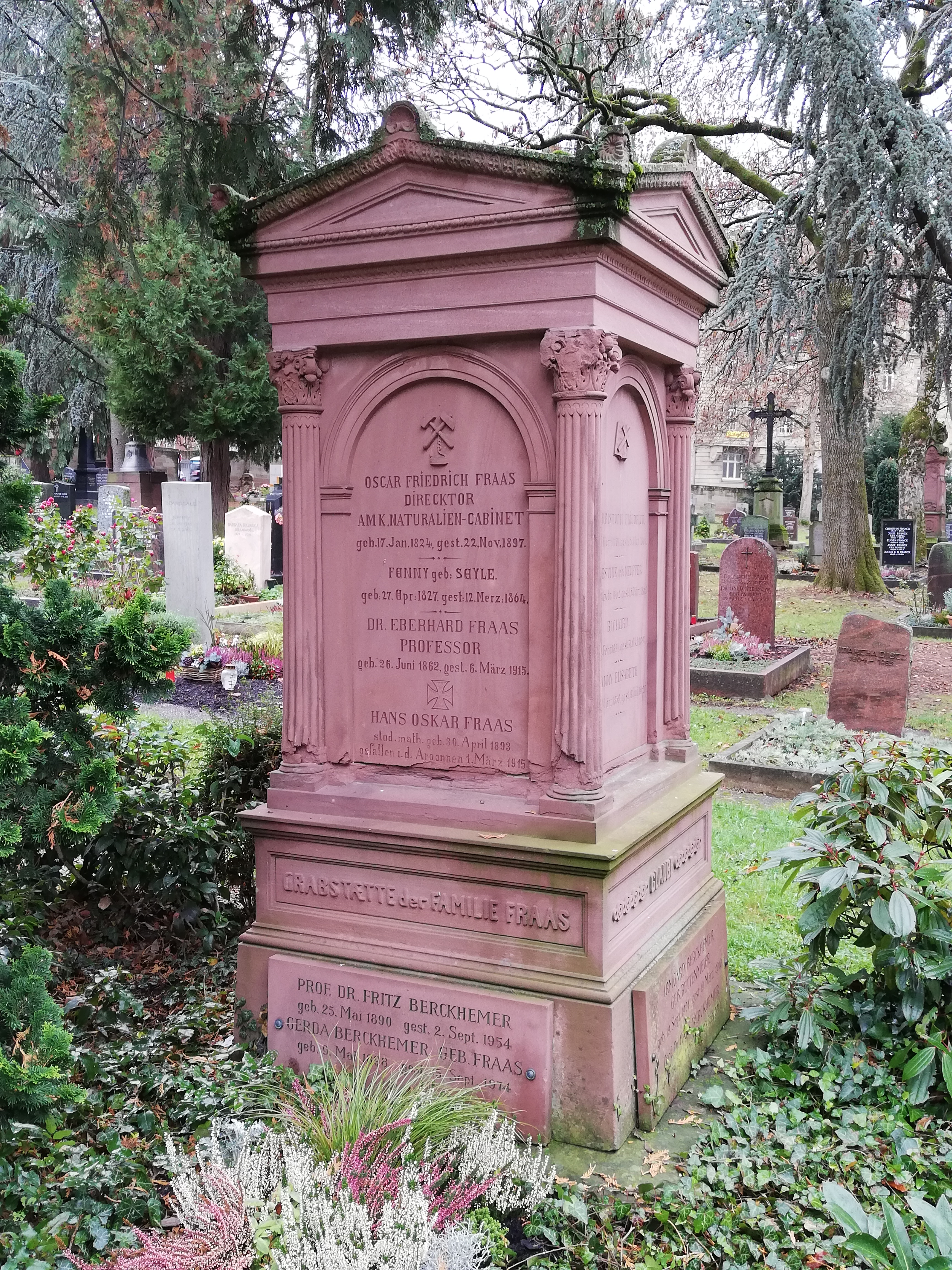
Grabstätte auf dem Stuttgarter Fangelsbachfriedhof

Eberhard Fraas (* 26. Juni 1862 in Stuttgart; † 6. März 1915 ebenda) war ein deutscher Geologe und Paläontologe. Er wirkte als Konservator an der Stuttgarter Naturaliensammlung und barg und bearbeitete als erster Wissenschaftler die ostafrikanische mesozoische Saurierfauna im heutigen Tansania.

## Leben
Eberhard Fraas wurde am 26. Juni 1862 in Stuttgart geboren als Sohn von Oscar Fraas (1824–1897), Konservator und Professor an der geologisch-paläontologischen Abteilung des Königlichen Naturalienkabinetts. Nach dem Gymnasium studierte er an den Universitäten in Leipzig bei Hermann Credner und Ferdinand Zirkel und in München bei Karl Alfred von Zittel,
August Rothpletz (1853–1918) und Paul Groth. Hier promovierte er im Jahre 1886 mit einer Abhandlung über Seesterne des weißen Jura. Auf Grund seiner geologischen Aufnahmen im südlichen Karwendelgebirge und am Wendelstein veröffentlichte er mehrere Schriften und fasste seine Erfahrungen über den Bau des Gebirges in einem Buch über die „Szenerie der Alpen“ allgemeinverständlich zusammen.
Im Juli 1888 habilitierte er sich an der Universität München, wurde 1891 Assistent an der Stuttgarter Naturaliensammlung und 1894 Konservator ihrer geologischen, paläontologischen und mineralogischen Abteilung. Die geologische und paläontologische Erforschung seiner schwäbischen Heimat förderte er durch Aufnahmen mehrerer Blätter der geognostischen Spezialkarte Württembergs, durch Untersuchungen über Trias, Jura und Tertiär Schwabens und durch Höhlenforschungen. Zu nennen ist die Grabung 1893 in der Irpfelhöhle bei Giengen an der Brenz kurz nach deren Entdeckung.
Beachtung erregten besonders seine Untersuchungen über den Aufbau und die Entstehung des Nördlinger Rieses und des Steinheimer Beckens, die er zusammen mit Wilhelm Branco (später Wilhelm von Branca) veröffentlichte. Im Jahr 1898 wurde er zum Mitglied der Leopoldina gewählt. 1912 wurde er Mitglied der Paläontologischen Gesellschaft.
Mehrere Reisen nach Spanien, Sardinien, Italien, dem Balkan, in den Westen Nordamerikas (1901), nach Ägypten und Syrien (1897) und (1906) und letztlich nach Deutsch-Ostafrika (1907) erweiterten seinen Gesichtskreis und füllten das Museum mit neuen Fundstücken.
Als ein Mineningenieur jurassische Dinosaurier in Ostafrika entdeckte, besuchte Fraas die Fundstelle als erster Wissenschaftler. Die von ihm mitgebrachten Funde und seine Publikationen darüber waren die Veranlassung zu den bald darauf vom Berliner Museum für Naturkunde dahin ausgesandten erfolgreichen Tendaguru-Expeditionen.
Eine Reihe von Fraas’ Monografien behandeln die Labyrinthodontien, Ichthyosaurier, Meerkrokodile und Plesiosaurier. Seine pädagogische Begabung veranlasste ihn zur Bearbeitung des paläontologischen Übungsbuches „Der Petrefaktensammler“, das weite Verbreitung fand.
Fraas war auch Kurator der privaten Mineraliensammlung von Friedrich Alfred Krupp und unterrichtete von 1898 bis zu dessen Tode 1902 diesen selbst und dessen persönlichen Assistenten Justizrat Korn in Naturwissenschaften. Neben anderen ermutigte Fraas Krupp in dessen wissenschaftlichem Engagement in der Meeres-Zoologie. Er gehörte außerdem unter dem Vorsitz von Ernst Haeckel und zusammen mit Johannes Conrad dem Preiskomitee des von Krupp zum 1. Januar 1900 ausgeschriebenen Preisausschreibens zu der Frage "Was lernen wir aus den Prinzipien der Descendenztheorie in Beziehung auf die innerpolitische Entwickelung und Gesetzgebung der Staaten?" an. Dieses mit aufsehenerregenden 30.000 Mark dotierte Preisausschreiben machte den Sozialdarwinismus im Deutschen Reich gesellschaftsfähig und machte ihn für die Politik attraktiv.
1914 bis 1915 war er Vorsitzender der Gesellschaft Deutscher Naturforscher und Ärzte. Von ihm stammt noch der Aufsatz „Triasformation“ im von Gustav Fischer begründeten Handwörterbuch der Naturwissenschaften.
Fraas stand auf der Höhe seines Schaffens, als er am 6. März 1915 an den Nachwirkungen einer in Ostafrika zugezogenen Dysenterie starb. Seine letzte Ruhestätte fand er in der Familiengrabstätte auf dem Fangelsbachfriedhof in Stuttgart.

## Schriften
- Die Asterien des Weissen Jura von Schwaben und Franken: Mit Untersuchungen über die Structur der Echinodermen und das Kalkgerüst der Asterien. In: Palaeontographica. 32, 1886, S. 229–261.
- Die Labyrinthodonten der schwäbischen Trias. In: Palaeontographica. 36, 1889, S. 1–158.
- Scenerie der Alpen. Weigel, Leipzig 1892.
- Die schwäbischen Trias-Saurier: nach dem Material der Kgl. Naturalien-Sammlung in Stuttgart zusammengestellt; mit Abbildungen der schönsten Schaustücke; Festgabe des Königlichen Naturalien-Cabinets in Stuttgart zur 42. Versammlung der Deutschen Geologischen Gesellschaft in Stuttgart, August 1896. E. Schweizerbart (Koch), Stuttgart 1896, urn:nbn:de:bsz:21-dt-46495.
- Die Triaszeit in Schwaben; Ein Blick in die Urgeschichte an der Hand von R. Blezingers geologischer Pyramide. O. Maier, Ravensburg 1900.
- Die Meer-Crocodilier (Thalattosuchia) des oberen Jura unter specieller Berücksichtigung von Dacosaurus und Geosaurus. In: Palaeontographica. 49 (1), 1902, S. 1–71.
- Führer durch das Königliche Naturalien-Kabinett zu Stuttgart. Teil 1: Die geognostische Sammlung Württembergs im Parterre-Saal, zugleich ein Leitfaden für die geologischen Verhältnisse und die vorweltlichen Bewohner unseres Landes. E. Schweizerbart, Stuttgart 1903.
- Neue Zeuglodonten aus dem unteren Mitteleocän vom Mokattam bei Cairo. In: Geologische und Palaeontologische Abhandlungen. N.F. 6 (3), 1904, S. 1–24.
- Der Petrefaktensammler: ein Leitfaden zum Sammeln und Bestimmen der Versteinerungen Deutschlands. K. G. Lutz, Stuttgart 1910. (Digitalisat)
- mit W. Branca: Das vulcanische Ries bei Nördlingen in seiner Bedeutung für Fragen der allgemeinen Geologie. In: Abhandlungen der Königlich Preussischen Akademie der Wissenschaften zu Berlin. 1901, S. 1–169.
- mit W. Branca: Das kryptovulcanische Becken von Steinheim. In: Abhandlungen der Königlich Preussischen Akademie der Wissenschaften zu Berlin. 1905, S. 1–64.
- Proteroehersis, eine pleurodire Schildkröte aus dem Keuper. In: Jahreshefte des Vereins für Vaterländische Naturkunde in Württemberg. 69, S. 13–90, urn:nbn:de:hebis:30-1139852.